# Lampona moorilyanna
Lampona moorilyanna là một loài nhện trong họ Lamponidae. Loài này được phát hiện ở Queensland và Nam Úc.